# Zátorské knížectví
Zátorské knížectví (polsky Księstwo Zatorskie, německy Herzogtum Zator) bylo jedním z mnoha slezských knížectví s hlavním městem Zátor.

## Historie

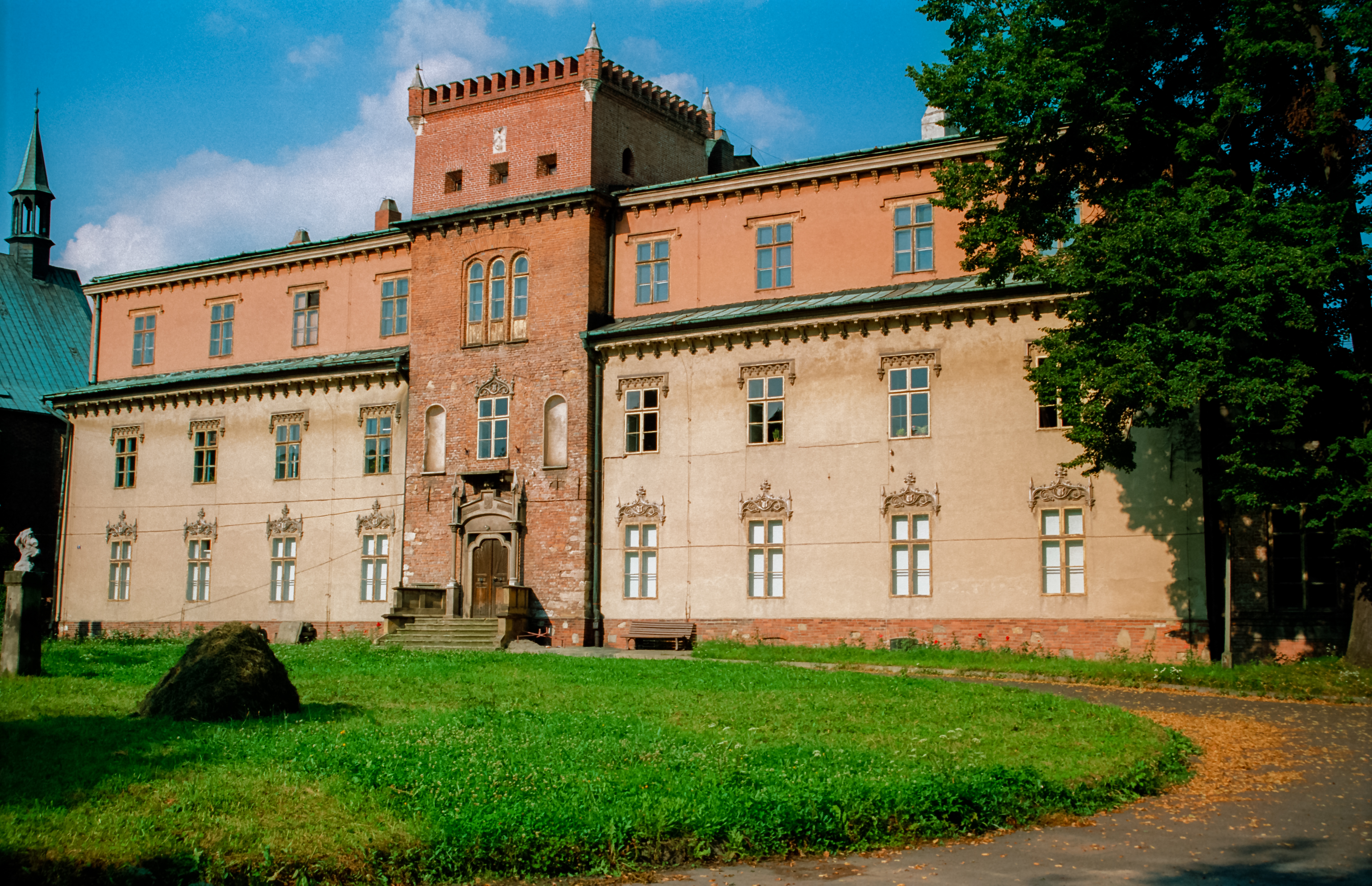
Zátorský hrad

Knížectví vzniklo roku 1445 při dělení Osvětimského knížectví, které bylo vazalem českého krále. Nicméně, již roku 1456 piastovský kníže Václav I. Zátorský složil lenní slib polskému králi Kazimírovi IV. a roku 1495 bezdětný kníže Jan V. prodal celé knížectví Polsku, s tím, že doživotně zůstane knížetem. Po jeho smrti roku 1513 se knížectví stalo autonomní součástí Polska a roku 1564 byla autonomie zrušena.
Po prvním dělení Polska roku 1772 se knížectví stalo součástí Habsburské monarchie a císař měl mj. titul vévody zátorského. V letech 1815 až 1866 bylo součástí Německého spolku v rámci Rakouska. Knížectví zaniklo roku 1918 se vznikem Polské republiky.

## Seznam vládců
- 1433/4–1468 Václav I.
- 1468–1490 Kazimír, spoluvládce
- 1468–1484/7 Václav II., spoluvládce
- 1468–1494 Jan V. (Janusz), spoluvládce
- 1468–1493 Vladislav, spoluvládce
- 1493–1503 Anežka Zatorská (jenom vlastnice, bez suverénní vlády)